# Ministerio de Economía y Hacienda
El Ministerio de Economía y Hacienda de España, fue un departamento ministerial con competencias en economía, hacienda pública y presupuestos que estuvo vigente en dos ocasiones, durante las presidencias de Felipe González (legislaturas II y III, IV y V) y la primera de José María Aznar (legislatura VI), y los gobiernos de José Luis Rodríguez Zapatero (legislaturas VIII y IX).
Este ministerio ha tenido como funciones principales las de proponer y ejecutar las directrices y medidas generales de la política económica del Gobierno y, en especial, de la política de hacienda pública, de Presupuestos y gastos y de empresas públicas, aunque durante sus diferentes periodos ha tenido bajo su control otras materias como son el comercio, el turismo y la planificación económica.

## Historia
El Ministerio fue creado en diciembre de 1982, al inicio de la II Legislatura, con la llegada de Felipe González al gobierno. El Ministerio fusionó los anteriores ministerios de Hacienda y de Economía y Comercio. Se mantuvo con esta denominación durante las cuatro legislaturas de Felipe González (1982-1996) y la primera de José María Aznar (1996-2000). En todo el periodo sufrió dos grandes reestructuraciones: la primera con González en noviembre de 1986 y la segunda con Aznar en agosto de 1996. El Ministerio fue suprimido en abril de 2000, al inicio del segundo mandato de Aznar (VII Legislatura), y sus competencias pasaron a los ministerios de Hacienda y de Economía.
Durante la presidencia de José Luis Rodríguez Zapatero, correspondía al Ministerio de Economía y Hacienda el ejercicio de las competencias que, hasta 2004, les estaban atribuidas al Ministerio de Hacienda y al Ministerio de Economía de la VII Legislatura, con excepción de las competencias que pasaron al Ministerio de Industria, Turismo y Comercio.

## Estructura

### Presidencias de González y Aznar
Durante las presidencias de Felipe González y José María Aznar, el Ministerio se estructuró de la siguiente forma:

### Presidencia de Zapatero
Con Zapatero el ministerio se redujo a 2 secretarías de Estado y una subsecretaría con sus respectivos órganos. A continuación se pueden ver los órganos desde 2004 y los que posteriormente se añadieron o suprimieron:
- La Secretaría de Estado de Hacienda y Presupuestos.
  - La Secretaría General de Hacienda.
    - La Dirección General de Tributos.
    - La Dirección General del Catastro.
    - La Dirección General de Financiación Territorial (2004-2008).
    - El Tribunal Económico-Administrativo Central.
    - La Dirección General de Ordenación del Juego (2008-2011).

  - La Secretaría General de Presupuestos y Gastos.
    - La Dirección General de Presupuestos.
    - La Dirección General de Costes de Personal y Pensiones Públicas.
    - La Dirección General de Fondos Comunitarios.

  - La Dirección General de Coordinación Financiera con las Comunidades Autónomas y con las Entidades Locales (2008-2011).
- La Secretaría de Estado de Economía.
  - La Dirección General de Política Económica (desde 2008 dependía de la SG de Política Económica y Economía Internacional).
  - La Dirección General de Defensa de la Competencia.
  - La Dirección General del Tesoro y Política Financiera.
  - La Dirección General de Seguros y Fondos de Pensiones.
  - La Dirección General de Financiación Internacional.
  - La Secretaría General de Política Económica y Economía Internacional (2008-2011)
- La Subsecretaría de Economía y Hacienda.
  - La Secretaría General Técnica.
  - La Dirección General del Patrimonio del Estado.
  - La Inspección General del Ministerio de Economía y Hacienda.

## Titulares
| Inicio                 | Finalización            | Nombre                  | Partido |
| ---------------------- | ----------------------- | ----------------------- | ------- |
| 3 de diciembre de 1982 | 6 de julio de 1985      | Miguel Boyer Salvador   | PSOE    |
| 6 de julio de 1985     | 13 de julio de 1993     | Carlos Solchaga Catalán | PSOE    |
| 14 de julio de 1993    | 5 de mayo de 1996       | Pedro Solbes Mira       | PSOE    |
| 6 de mayo de 1996      | 27 de abril de 2000     | Rodrigo Rato Figaredo   | PP      |
| 18 de abril de 2004    | 7 de abril de 2009      | Pedro Solbes Mira       | PSOE    |
| 7 de abril de 2009     | 21 de diciembre de 2011 | Elena Salgado Méndez    | PSOE    |